# 陈晋岭
陈晋岭（1928年5月24日—），曾用名魏淙江，笔名陈哲，男，河北赵县人，中国作家，曾任中国戏剧家协会理事。